# مت مید
مت مید (انگلیسی: Matthew Hansen "Matt" Mead؛ زادهٔ ۱۱ مارس ۱۹۶۲) یک سیاستمدار اهل ایالات متحده آمریکا است.
مید فرماندار ایالت وایومینگ از حزب جمهوری‌خواه ایالات متحده آمریکا است که در تاریخ ۳ ژانویه ۲۰۱۱ میلادی به عنوان فرماندار انتخاب شد و تا ۷ ژانویه ۲۰۱۹ در این سمت باقی ماند.